# Saint Anthony Airport
Saint Anthony Airport är en flygplats i Kanada. Den ligger i den östra delen av landet, 1 600 km öster om huvudstaden Ottawa. Saint Anthony Airport ligger 32 meter över havet.
Terrängen runt Saint Anthony Airport är platt. Havet är nära Saint Anthony Airport åt sydost. Trakten är glest befolkad. Det finns inga samhällen i närheten. 
Trakten runt Saint Anthony Airport består i huvudsak av gräsmarker.